# ديفيد لين

ديفيد لين 1908 - 1991

السير ديفيد لين (بالإنجليزية: David Lean)‏ مخرج ومنتج بريطاني ولد في كرويدون من ضواحي لندن في 25 مارس 1908 وتوفي في لندن 16 أبريل 1991 عن عمر 83 سنة. اشتهر بإنتاجه وإخراجه لأفلام ضخمة ملحمية نالت عدة جوائز مثل: فيلم لورنس العرب عام 1962، وفيلم دكتور جيفاغو عام 1965، وفيلم جسر على نهر كواي 1957، وفيلم معبر إلى الهند عام 1984. قدم ثلاثة أفلام مقتبسة عن روايات الأديب الإنجليزي تشارلز ديكنز: لقاء عابر عام 1945، الآمال العظيمة عام 1946، وأوليفر توست عام 1948. وقد مدحه الكثير من المخرجين العالميين أمثال ستيفن سبيلبرغ ومارتن سكورسيزي وستانلي كوبريك وجورج لوكاس ومصطفى العقاد. وفي تحقيق ميداني لجمعية الأفلام البريطانية تم اختيار دافيد لين كأفضل تاسع مخرج منذ أن بدأت صناعة السينما. رشح سبع مرات لجائزة الأوسكار لأفضل مخرج، وحصل عليها مرتين عن فيلميه جسر على نهر كواي ولورنس العرب.
لم يخرج ديفيد لين أكثر من 16 فيلما طوال حياته المهنية التي امتدت طوال 40 عاما؛ ابتداء من لقاء عابر عام 1945 وحتى معبر إلى الهند عام 1984. ولكنه تمكن من خلق أسس ومراجع في صناعة السينما طالما تقاس بها أعمال المخرجين حتى اليوم.

## سيرته

### البدايات
ولد «لين» لأبوين متزمتين دينيا (الكويكرز) ولم يشاهد أية أفلام حتى عمر السابعة عشرة. بدأ حياته المهنية سنة 1928 كعامل بوفيه يقدم الشاي لدى استوديو «جامونت» المعروف (الذي كان يقدم أفلام ألفريد هتشكوك). سرعان ما أصبح عامل الكلاكيت، ثم أخيرا مونتيرا، وهو المجال الذي أتقنه. مع نهاية الثلاثينات كان «لين» المونتير الأعلى أجرا في السينما البريطانية وعرف على نطاق واسع بأنه الأبرز في مجاله. كان «لين» حتى نهاية حياته المهنية يعتبر المونتاج أمتع مراحل إنتاج الفيلم، وكان يشترط على الاستوديوهات أن يقوم بمونتاج أفلامه بنفسه.
تعرف «لين» على الكاتب المسرحي نويل كوارد وبدآ العمل معا سنة 1942 حين اشتركا في إخراج الفيلم الدرامي فيما نخدم. نجاح الفيلم منح الاثنين دافعا وتمويلا جعلهما يؤسسان شركة إنتاج «سينجلد» التي ترأسها «لين» نفسه. شارك في تأسيس الشركة المنتج «أنتوني هافلوك ألان» والمصور السينمائي «رونالد نيم». قدمت الشركة أول ما قدمت ثلاثة أعمال مقتبسة عن مسرحيات «كوارد» أخرجها «لين» في أول تجاربه الإخراجية. كان الفيلم الأول عام 1944 دراما محلية بعنوان «هذا النسل السعيد» يتحدث عن الطبقة المتواضعة من الشعب الإنجليزي وتدور أحداثه بعيد الحرب العالمية الأولى. والفيلم الثاني عام 1945 كان كوميديا فوق طبيعية بعنوان «روح مرحة» الذي حصل على جائزة الأوسكار لأفضل تأثيرات بصرية. والفيلم الثالث في نفس العام كان الميلودراما الرومانسية «لقاء عابر» المقتبسة عن مسرحية «على قيد الحياة» التي نشرها «كوارد» عام 1936. قام ببطولة الفيلم الممثل تريفور هوارد. وُصف الفيلم بأنه تحفة ورشح «لين» لجائزتي أوسكار وحصل على جائزة مهرجان كان. كان «لقاء عابر» أول أفلام «لين» التي صور فيها فكرة تدافع المشاعر الداخلية مع المظاهر الخارجية.

### الأفلام البريطانية
كان الفيلمان التاليان له مقتبسين من أعمال تشارلز ديكنز. الأول آمال كبرى عام 1946 الذي حصل على ترشيحات لأهم جوائز الأوسكار: أفضل فيلم وأفضل مخرج وأفضل سيناريو. واعتبره الكثيرون أفضل فيلم اقتبس عن رواية آمال كبرى. والفيلم الثاني «أوليفر تويست» عام 1948 عن الرواية المعروفة الذي لاقى أصداء جيدة وخاصة أداء الممثل أليك غينيس لشخصية «فيجن». في 1950 أغلقت شركة إنتاج «سينجلد»، فانتقل لين للعمل لحساب المنتج المعروف «ألكسندر كردا» صاحب شركة «لندن للأفلام».
تعتبر الأفلام التي قدمها «لين» بعد ذلك -نهاية الأربعينات وبداية الخمسينات- جيدة لكنها لم تكن مميزة، رغم تميز أداء أبطالها، مثل: أداء تشارلز لوتون في فيلم «خيار هبسن» عام 1954 (الفيلم الذي حصل على جائزة أفضل فيلم من الأكاديمية البريطانية)، وأداء كاثرين هيبورن في فيلم «فصل الصيف» عام 1955. من أفلام «لين» في تلك الفترة أيضا: «الأصدقاء الشغوفون» عام 1949 المقتبس عن رواية لهربرت جورج ويلز الذي عرض في مهرجان كان السينمائي. كان الفيلم مختلفا عن أفلام «لين» المعتادة. شارك في بطولة الفيلم الممثل الأمريكي المعروف «كلود رينز» في أول تعاون له مع «لين»، والممثلة «آن تود»، التي تزوجها «لين» بعد الفيلم. كذلك فيلم «مادلين» عام 1950 الذي يروي قصة حقيقية وقعت في العصر الفكتوري. وهو فيلم لم يحبه «لين» نفسه ولم يكن راضيا عنه. ثم فيلم حاجز الصوت عام 1952 مع زوجته «آن تود» والممثل رالف ريتشاردسون. الفيلم من تأليف تيرنس راتيغان. رغم نجاح الفيلم نقديا وجماهيريا إلا أنه الآن من أقل أفلام «لين» شهرة.

### هوليوود
لكن «لين» عاد إلى مستواه المعروف عام 1958 حين قدم فيلمه الملحمي جسر على نهر كواي الذي فاز بسبعة جوائز أوسكار من ضمنها جائزة أفضل فيلم وجائزة أفضل مخرج وهي الأولى ل«لين». تميز الفيلم بطرحه النفسي وصراع الإرادة البشرية وبمشاهد الإثارة. كان الفيلم من إنتاج أحد استوديوهات هوليوود الضخمة استوديو كولومبيا، فأتيح ل«لين» للمرة الأولى في مسيرته الفنية إمكانيات راقية من جدول تصوير مريح وطاقم عمل كبير وتقنيات متقدمة وممثلين مشهورين. نجاح الفيلم جعل لين يكرس باقي مسيرته الفنية من أجل تقديم الأفلام التاريخية الملحمية ذات التكلفة الضخمة.
كانت قصة توماس إدوارد لورنس الضابط البريطاني المثير للجدل الذي قاد ثورة عربية ضد الألمان والأتراك وقت الحرب العالمية الأولى، أساس أشهر أفلام «لين» وأهمها وهو فيلم لورنس العرب الذي ظهر عام 1962، وفاز بسبعة جوائز أوسكار من ضمنها أفضل فيلم وأفضل مخرج (الثانية له)، وفتح باب النجومية للممثلين بيتر أوتول وعمر الشريف. كان إنتاج الفيلم صعبا واستغرق وقتا طويلا، سنة وثمانية أشهر، وفي درجات حرارة عالية. كان الفيلم مذهلا خاصة في تصوير الصحراء والجمال واللقطات القريبة على عيني الممثل «أوتول» الزرقاوين. حقق الفيلم نجاحا كبيرا وعرض ثلاث مرات في دور العرض.
بعد ذلك قدم لصالح استوديو مترو غولدوين ماير فيلميين رومانسيين: فيلم دكتور جيفاغو عام 1965 من بطولة عمر الشريف أيضا. ثم فيلم ابنة رايان عام 1970 المقتبس عن رواية مدام بوفاري. الفيلم الأول لاقى نجاحا جماهيريا كبيرا. امتاز الفيلمان برؤية عميقة وبتصوير سينمائي بارع ولقطات بعيدة ممتازة. وهي سمات ميزت أعمال المخرج «لين». لكن الفيلم الثاني أخفق نقديا. مما دفع «لين» إلى التوقف 14 عاما عن الإخراج.
في 1984 قدم «لين» آخر أفلامه «طريق إلى الهند» المأخوذ من رواية لإدوارد مورغان فورستر. قال عنه الناقد السينمائي روجر إيبرت: «أحد أعظم الأفلام المقتبسة على الإطلاق». ويعتبر أفضل أفلامه منذ فيلم «لورنس العرب». في تلك السنة تقلد «لين» رتبة الإمبراطورية البريطانية من الملكة إليزابيث لمساهماته وخدماته للفن. قبل وفاته كان يحضر لفيلم مأخوذ من رواية نوسترومو لجوزيف كونراد.

## الجوائز والترشيحات

### جائزة الأوسكار
| السنة | الجائزة            | الفيلم    | النتيجة            |
| ----- | ------------------ | --------- | ------------------ |
| 1947  | أفضل مخرج          | لقاء عابر | ترشيح              |
| 1947  | أفضل سيناريو مقتبس | لقاء عابر | ترشيح              |
| 1948  | آمال كبرى          |           | ترشيح              |
| 1948  | آمال كبرى          | أفضل مخرج | ترشيح              |
| 1956  | وقت الصيف          |           | ترشيح              |
| 1958  | جسر على نهر كواي   | فوز       |                    |
| 1963  | لورنس العرب        | فوز       |                    |
| 1966  | دكتور زيفاجو       | ترشيح     |                    |
| 1985  | معبر إلى الهند     | ترشيح     |                    |
| 1985  | معبر إلى الهند     | ترشيح     | أفضل سيناريو مقتبس |
| 1985  | معبر إلى الهند     | ترشيح     | أفضل مونتاج        |

### جائزة الكرة الذهبية
| السنة | الجائزة      | الفيلم           | النتيجة |
| ----- | ------------ | ---------------- | ------- |
| 1958  | أفضل مخرج    | جسر على نهر كواي | فوز     |
| 1963  | أفضل مخرج    | لورنس العرب      | فوز     |
| 1966  | أفضل مخرج    | دكتور زيفاجو     | فوز     |
| 1985  | أفضل مخرج    | معبر إلى الهند   | ترشيح   |
| 1985  | أفضل سيناريو | معبر إلى الهند   | ترشيح   |

## روابط خارجية
- ديفيد لين على موقع IMDb (الإنجليزية)
- ديفيد لين على موقع الموسوعة البريطانية (الإنجليزية)
- ديفيد لين على موقع مونزينجر (الألمانية)
- ديفيد لين على موقع ألو سيني (الفرنسية)
- ديفيد لين على موقع تيرنر كلاسيك موفيز (الإنجليزية)
- ديفيد لين على موقع أول موفي (الإنجليزية)
- ديفيد لين على موقع قاعدة بيانات الأفلام السويدية (السويدية)
- ديفيد لين على موقع إن إن دي بي (الإنجليزية)
- ديفيد لين على موقع قاعدة بيانات الفيلم (الإنجليزية)
- ديفيد لين على موقع كينوبويسك (الروسية)